# Laysla De Oliveira
Laysla De Oliveira (Toronto, 11 gennaio 1992) è un'attrice canadese di origine brasiliana.
È conosciuta per i suoi ruoli come Dodge in Locke & Key, Veronica in Guest of Honor, Becky DeMuth nel film horror drammatico Nell'erba alta e Cruz Manuelos in Operazione speciale: Lioness

## Biografia
De Oliveira è nata a Toronto, in Ontario, da una famiglia di origine brasiliana. Ha iniziato la sua carriera di modella all'età di 14 anni, ma ha sempre desiderato fare l'attrice. Ha studiato teatro e danza alla Rosedale Heights School of the Arts e, una volta andata al college, ha finalmente acquisito un agente di recitazione.

## Carriera
Dopo aver recitato in diversi film per la televisione e direct-to-video in alcuni film, De Oliveira è stata lanciata nel film romantico Acquainted nel 2017, come il personaggio di Emma. Il film è stato presentato in anteprima al Whistler Film Festival il 1º dicembre 2018. 
Nell'agosto del 2018, è stato annunciato che De Oliveira è stata scelta come Becky DeMuth nel film horror di Netflix In the Tall Grass, diretto da Vincenzo Natali e basato sulla novella di Stephen King e Joe Hill. Il film è uscito su Netflix il 4 ottobre 2019.
Mentre era a Toronto per girare In the Tall Grass, Atom Egoyan ha chiesto di incontrare De Oliveira, per assegnarle il ruolo di protagonista di Veronica nel film Ospite d'onore. Il film è stato presentato in anteprima al Festival del cinema di Venezia il 3 settembre 2019.
De Oliveira è stata annunciata in un altro adattamento del lavoro di Joe Hill nel febbraio 2019, come ruolo antagonista nella serie Netflix Locke & Key, basata sui romanzi grafici di Hill. Durante le riprese, si è anche riunita con Vincenzo Natali, che ha diretto gli ultimi due episodi della prima stagione. La prima stagione è uscita su Netflix il 7 febbraio 2020. De Oliveira era molto entusiasta di recitare per la prima volta un ruolo da cattivo, e il personaggio di Dodge l'ha da subito affascinata, in quanto presentava una natura malvagia impenitente, che è qualcosa che si vede raramente nei ruoli assegnati ad attori donne. De Oliveira ha tratto ispirazione da Angelina Jolie nella sua interpretazione in Maleficent per interpretare il ruolo di Dodge. Nel 2019 interpreta Maddy nel film thriller Code 8 accanto ai cugini Amell, Robbie e Stephen.

## Filmografia

### Cinema
- Onto Us, regia di Natty Zavitz - cortometraggio (2016)
- Lea to the Rescue, regia di Nadia Tass (2016)
- Acquainted, regia di Natty Zavitz (2018)
- One by One, regia di Jeffrey Obrow (2018)
- Guest of Honour, regia di Atom Egoyan (2019)
- Business Ethics, regia di Nick Wernham (2019)
- Nell'erba alta (In the Tall Grass), regia di Vincenzo Natali (2019)
- Code 8, regia di Jeff Chan (2019)

### Televisione
- Covert Affairs – serie TV, episodi 3x14 (2012)
- Nikita – serie TV, episodi 3x10 (2013)
- Gothica, regia di Anand Tucker – film TV (2013)
- Jalen Vs. Everybody, regia di Chris Koch – film TV (2017)
- iZombie – serie TV, episodi 4x7 (2018)
- Gone Baby Gone, regia di Phillip Noyce – film TV (2018)
- The Gifted – serie TV, episodi 2x5-2x11-2x13 (2018-2019)
- Locke & Key – serie TV, 18 episodi (2020-2022)
- Operazione Speciale: Lioness - serie TV (2023-in corso)

## Doppiatrici italiane
Nelle versioni in italiano delle opere in cui ha recitato, Laysla De Oliveira è stata doppiata da:
- Valentina Favazza in Nell'erba alta, Operazione Speciale: Lioness
- Valentina Framarin in Code 8
- Moira Angelastri in Code 8 (ridoppiaggio Netflix)
- Domitilla D'Amico in Locke & Key